# Thomas Gautier

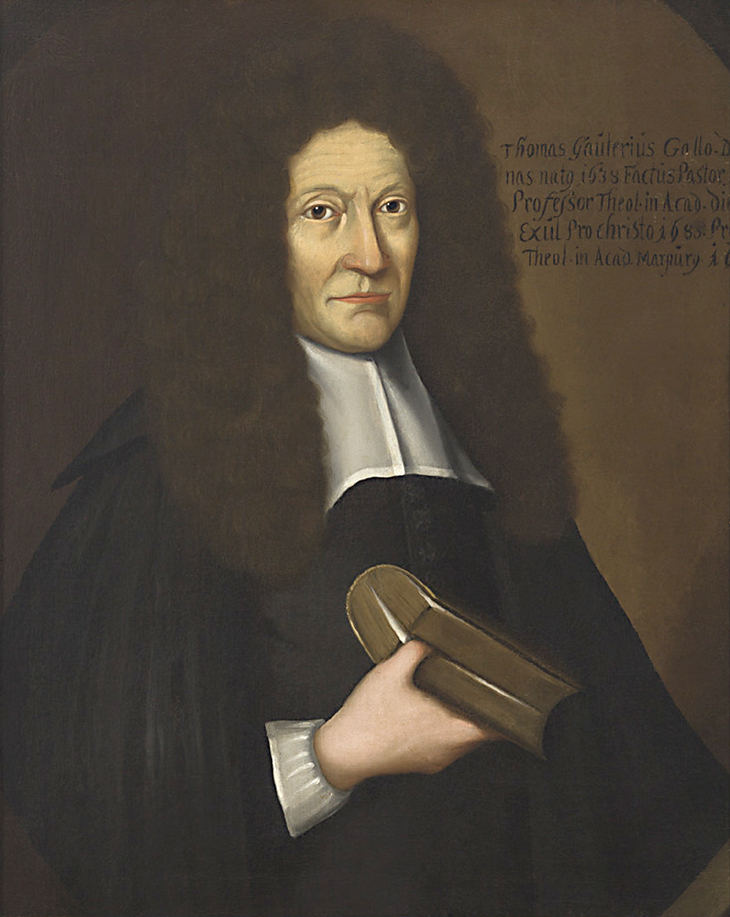
Thomas Gautier

Thomas Gautier (* 2. März 1638 im Piemont; † 27. Mai 1709 in Marburg) war ein französischer, später in Hessen tätiger evangelischer Theologe. Er war Prediger der Waldenser-Gemeinde in Marburg und Professor an der dortigen Universität.

## Leben
Geboren im Waldensertal Val Cluson oder Pragelas als Sohn eines königlichen Notars, studierte er Rhetorik, Philosophie und ab 1661 in Genf Theologie. Danach war er als reformierter Prediger in Fenestrelle tätig, wurde 1674 der Häresie sowie der unerlaubten Einladung ausländischer Prediger angeklagt und war einige Monate inhaftiert. Als die Verfolgung seiner Gemeinden nicht aufhörte, reiste er zu deren Verteidigung nach Paris. Er hatte jedoch bei den Ministern keinen Erfolg, die das Edikt von Nantes eher restriktiv auslegten.
1678 wurde er Professor an der reformierten Akademie von Die in der Dauphiné, die aber 1684 geschlossen wurde. Gautier wurde vom Bischof von Grenoble, dem nachmaligen Cardinal la Camus, zu einem Religionsgespräch bestellt. Da er seinem Bekenntnis treu blieb, verbannte man ihn aus Frankreich. Er wanderte nun (wohl mit einem Zug von Waldensern) nach Zürich, wo er 14 Monate blieb, und folgte 1687 einem Ruf an die hessische Universität Marburg als Theologieprofessor. Er veranlasste den Nachzug weiterer Flüchtlinge  und übernahm die Verpflichtung, als Prediger für die in Marburg eingewanderten französischen Hugenotten jeden Sonntag Gottesdienst zu halten. Über die Umgangsformen in dieser Gemeinde hatte er einen Konflikt mit dem ebenfalls an der Hochschule tätigen Physiker Denis Papin. Im Hintergrund standen auch Meinungsunterschiede zur Lehre von René Descartes.
Zu Gautiers Marburger Professorenkollegen der Theologie zählten Johann Georg Brand und Philipp Johann Tilemann, zu den bekannteren seiner Schüler Johann Christian Kirchmayer und Johann Joachim Schröder. Die von Gautier hinterlassenen Schriften sind vorwiegend Disputationen zur Dogmatik. 1707 war er Rektor der Universität. Auch hatte Gautier von 1687 bis 1709 die Position des Ephorus der Hessischen Stipendiatenanstalt inne. 
Als Seelsorger der Waldensergemeinde trug er entscheidend zur geordneten Ansiedlung der Flüchtlinge aus dem Val Cluson bei, die südlich von Marburg die verfallene Wirtschaft Hof Frauenberg zum Lehen erhielten. Der hessische Landgraf Karl förderte die Einwanderung aus Piemont, die – ähnlich wie Preußen mit dem Edikt von Potsdam – nach den Zerstörungen des Krieges zur Neugründung landwirtschaftlicher und gewerblicher Betriebe führen sollte. Die Einwanderer erhielten durch Gautiers Bemühungen verschiedene Privilegien und Steuernachlässe für 10 Jahre.